# Premiership Rugby 2003-04
La Liga de Inglaterra de Rugby 15 2003-04, más conocido como Zurich Premiership 2003-04 (por razones comerciales) fue la decimoséptima edición del torneo más importante de rugby de Inglaterra.

## Formato
El torneo se disputó en dos etapas, la primera una fase regular en donde cada equipo se enfrentó en condición de local y de visitante a cada uno de sus rivales, posteriormente los tres mejores equipos clasificaron a la postemporada, en donde el 2° y 3° puesto se enfrentaron en semifinales y el ganador se enfrentó en la gran final al primer clasificado de la fase regular.
El último clasificado de la fase regular descendió al RFU Championship.

## Desarrollo

### Fase regular
| Pos. | Equipo             | Encuentros | Encuentros | Encuentros | Encuentros | Tantos | Tantos | Tantos | PB | PB | Puntos |
| Pos. | Equipo             | PJ         | PG         | PE         | PP         | F      | C      | Dif    | BO | BD | Puntos |
| ---- | ------------------ | ---------- | ---------- | ---------- | ---------- | ------ | ------ | ------ | -- | -- | ------ |
| 1.º  | Bath               | 22         | 18         | 0          | 4          | 508    | 311    | +197   | 4  | 3  | 79     |
| 2.º  | London Wasps       | 22         | 16         | 0          | 6          | 575    | 406    | +169   | 6  | 3  | 73     |
| 3.º  | Northampton Saints | 22         | 15         | 1          | 6          | 574    | 416    | +158   | 6  | 2  | 70     |
| 4.º  | Gloucester         | 22         | 14         | 0          | 8          | 491    | 412    | +79    | 4  | 3  | 63     |
| 5.º  | Leicester Tigers   | 22         | 11         | 3          | 8          | 537    | 430    | +107   | 4  | 2  | 55     |
| 6.º  | Harlequins         | 22         | 10         | 2          | 10         | 502    | 449    | +53    | 4  | 6  | 54     |
| 7.º  | Sale Sharks        | 22         | 9          | 3          | 10         | 510    | 472    | +38    | 5  | 6  | 53     |
| 8.º  | London Irish       | 22         | 10         | 1          | 11         | 427    | 454    | -27    | 1  | 6  | 49     |
| 9.º  | Newcastle Falcons  | 22         | 7          | 2          | 13         | 497    | 525    | -28    | 4  | 9  | 45     |
| 10.º | Saracens           | 22         | 8          | 1          | 13         | 397    | 543    | -146   | 3  | 3  | 39     |
| 11.º | Leeds Tykes        | 22         | 7          | 1          | 14         | 449    | 588    | -139   | 4  | 3  | 37     |
| 12.º | Rotherham Titans   | 22         | 0          | 0          | 22         | 309    | 770    | -461   | 0  | 3  | 3      |

|  | Postemporada.                   |
|  | Descendido al RFU Championship. |

### Postemporada

#### Semifinal
| 16 de mayo de 2004 | London Wasps | 57 - 20 | Northampton Saints |  |  |

#### Final
| 29 de mayo de 2004 | Bath | 6 - 10 | London Wasps |  |  |

| Bandera de Inglaterra |
| Campeón London Wasps  |
| Cuarto título         |